# Ejército de Chile
L'Esercito del Cile (Ejército de Chile) è la forza terrestre delle forze armate del Cile. Questo esercito, forte di 37 650 soldati e di 19 100 riservisti, è organizzato in sei divisioni, una brigata di operazioni speciali e una brigata aerea.
Negli ultimi anni, e dopo diverse importanti programmi di riequipaggiamento, l'esercito cileno è diventato uno degli eserciti più tecnologicamente avanzati e professionali nelle Americhe.
L'esercito cileno è in gran parte dotato di equipaggiamenti comprati da Germania, Paesi Bassi, Svizzera, Stati Uniti d'America, Israele, Francia e Spagna.

## Storia

### Il XIX secolo
L'Esercito Nazionale del Cile è stato creato il 2 dicembre 1810, per ordine della Prima Giunta del Governo Nazionale. L'esercito fu attivamente coinvolto nella guerra d'indipendenza, che venne combattuta contro le truppe monarchiche in battaglie come Yerbas Buenas, San Carlos, Quechereguas, Rancagua, Chacabuco e Maipú. Durante questo periodo, personaggi nazionali come José Miguel Carrera, Bernardo O'Higgins e il generale argentino José de San Martín comandarono l'esercito verso la vittoria definitiva sulle forze spagnole, ottenendo infine l'indipendenza per il paese. Il primo comandante in capo dell'esercito fu José Miguel Carrera. Dopo aver ottenuto l'indipendenza dalla Spagna, la neonata Repubblica riorganizzò la sua struttura militare creando l'Accademia Militare del Cile, fondata dal generale O'Higgins nel 1817.

#### La Guardia Nacional
Diego Portales istituì una milizia civile, la Guardia Nacional, per porre fine a una delle peggiori fasi del militarismo nella storia del Cile. La milizia venne creata nel 1835. Portales ha sviluppato questo esercito parallelo per compensare la potenza dell'esercito. La legge di coscrizione cilena del 1900 segnò l'inizio della fine della Guardia Nacional.

#### L'emulazione militare (1885-1914)

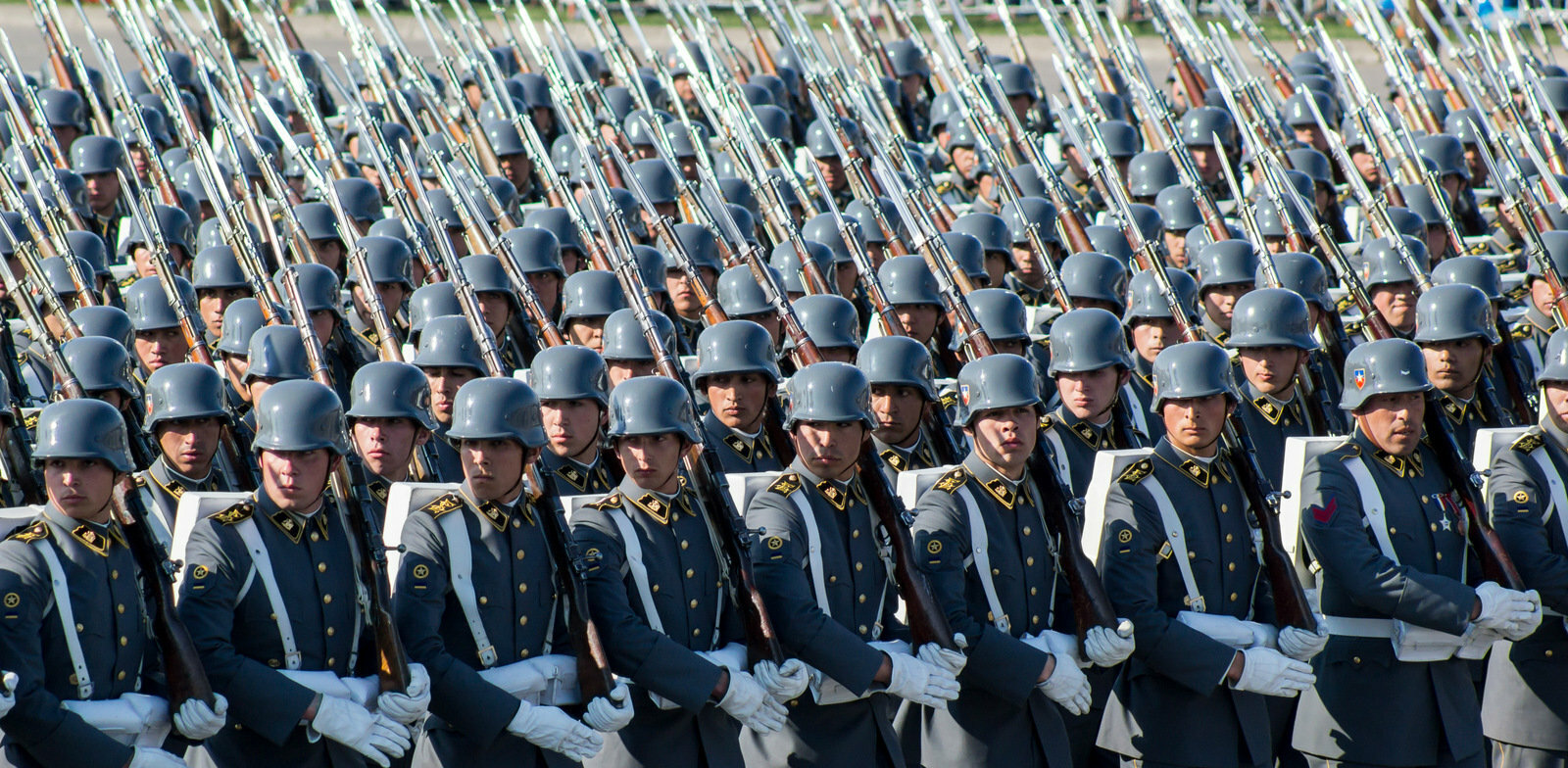
Sottufficiali in parata, 19 settembre 2014

Durante la Guerra del Pacifico, molti ufficiali di alto rango ottennero preziose informazioni sullo stato dell'esercito e si resero conto che l'esercito doveva essere ricostruito. Le perdite, la distruzione materiale ed i difetti organizzativi relativi alla pianificazione strategica e all'addestramento degli ufficiali vennero notati da ufficiali come Emilio Sotomayor e Patricio Lynch, che si avvicinarono al presidente Santa María sostenendo la necessità di buone scuole e dipartimenti tecnici per le forze armate. Un altro fattore che sostenne l'emulazione, la deliberata imitazione sistematica della tecnologia militare, dell'organizzazione e della dottrina di un paese da parte di un altro, era il pericolo della guerra con l'Argentina. L'emulazione venne sostenuta da un'ampia coalizione di leader civili e militari.
Il Cile assunse una missione di addestramento militare francese nel 1858, e la legazione cilena a Berlino venne incaricata di trovare una missione di addestramento durante la guerra del Pacifico nel 1881. Ma l'emulazione su larga scala dell'esercito prussiano iniziò nel 1886 con la nomina del capitano Emil Körner, diplomato alla rinomata Kriegsakademie di Berlino. Inoltre vennero nominati 36 ufficiali prussiani per addestrare gli allievi ufficiali nell'Accademia militare cilena. L'addestramento avvenne in tre fasi; la prima ebbe luogo dal 1885 al 1891 durante la presidenza di Domingo Santa María, la seconda fu la fase del dopoguerra e la terza fu la riorganizzazione del 1906.
L'emulazione era incentrata sugli armamenti, sulla coscrizione, sul reclutamento e l'istruzione degli ufficiali, sull'organizzazione dello stato maggiore e sulla dottrina militare (adottata nel 1906). Essa venne estesa anche alla logistica militare e ai servizi medici, alle promozioni, alla pensione, alla regolamentazione dei salari e persino alle uniformi (adottate nel 1904), agli stili di marcia, agli elmetti, alle parate e alla musica militare.
Armamenti: Prima del 1883, l'esercito era dotato di una varietà di fucili, principalmente di origine francese e belga. Dal 1892 al 1902, la corsa agli armamenti cileno-argentina segnò il picco dell'acquisto di armi cilene. 100.000 fucili Mauser e nuova artiglieria Krupp vennero acquistati per 3.000.000 DM nel 1893, 2.000.000 DM nel 1895 e 15.000.000 DM nel 1898. Vennero fondate fabbriche di munizioni e impianti di produzione di armi leggere.
Coscrizione: Come altri eserciti in Sud America, il Cile aveva avuto un piccolo esercito di ufficiali e soldati di servizio a lungo termine. Nel 1900 il Cile divenne il primo paese dell'America Latina a imporre un sistema di servizio militare obbligatorio, in base al quale l'addestramento, inizialmente da cinque a diciotto mesi (Germania: tre anni), avveniva in zone di organizzazione divisionale al fine di creare una solida struttura militare che avrebbe potuto essere facilmente raddoppiata con forze di riserva ben addestrate e pronte al combattimento. Le restrizioni di bilancio impedirono l'impatto totale della legge: il servizio cadde in modo sproporzionato sulle classi inferiori, non più del 20% del contingente venne incorporato ogni anno e gli ex coscritti non vennero riqualificati periodicamente.
Educazione ed addestramento degli ufficiali: L'inizio della missione tedesca fu dedicato quasi esclusivamente all'organizzazione e all'attuazione di un'educazione militare standardizzata e tecnicamente orientata con l'essenza del sistema militare tedesco di Moltke dello studio continuo di artiglieria, fanteria, cartografia, storia, topografia, logistica, tattica, ecc., per un corpo ufficiali moderno, professionale e tecnicamente preparato. Nel 1886 venne fondata l'Academia de Guerra (Accademia della Guerra) "per elevare il livello di istruzione tecnica e scientifica degli ufficiali dell'esercito, affinché possano, in caso di guerra, utilizzare i vantaggi dei nuovi metodi di combattimento e dei nuovi armamenti». I migliori alunni erano candidati per il servizio di stato maggiore. A metà degli anni 1890 Körner organizzò i corsi per una scuola per sottufficiali (Escuela de Suboficiales y Clases).
Durante la guerra civile cilena del 1891 Körner venne rimosso dal servizio da José Manuel Balmaceda. Lui e i suoi seguaci salparono verso nord per unirsi alle forze del Congresso ad Iquique. Divenne capo architetto del nuovo esercito e, sebbene Estanislao del Canto fosse formalmente comandante in capo, Körner guidò le forze ribelli nei principali scontri della guerra civile.
Il Cile ebbe uno stato maggiore durante la guerra del Pacifico. Körner rivolse la sua attenzione a un'istituzione permanente nel 1893-94 che avrebbe dovuto sostituire il vecchio "Inspector General del Ejército", ma con il controllo degli affari militari in tempo di pace e di guerra. Esso aveva quattro sezioni: Istruzione e Disciplina, Scuole Militari, Lavori Scientifici (pianificazione strategica e operativa) ed Amministrazione.

### Il XX secolo

#### La Milicia Republicana
La Guardia Republicana o Milicia Republicana venne creata dopo la caduta della Repubblica Socialista del Cile per prevenire un altro colpo di Stato. Il 7 maggio, 20.000 miliziani sfilarono davanti al presidente Arturo Alessandri per le strade di Santiago. Nel complotto di Las Mercedes, 1933, il comandante in capo dell'esercito, Pedro Vignola invocò "a resistere alla Milicia Republicana con ogni mezzo" e venne costretto a ritirarsi dal suo incarico. Nel 1936, la milizia venne sciolta.

#### L'influenza statunitense
Durante i decenni precedenti al golpe, l'esercito cileno venne influenzato dall'ideologia anticomunista degli Stati Uniti nel contesto di vari programmi di cooperazione, tra cui la US Army School of the Americas.

#### L'esercito sotto il generale Pinochet

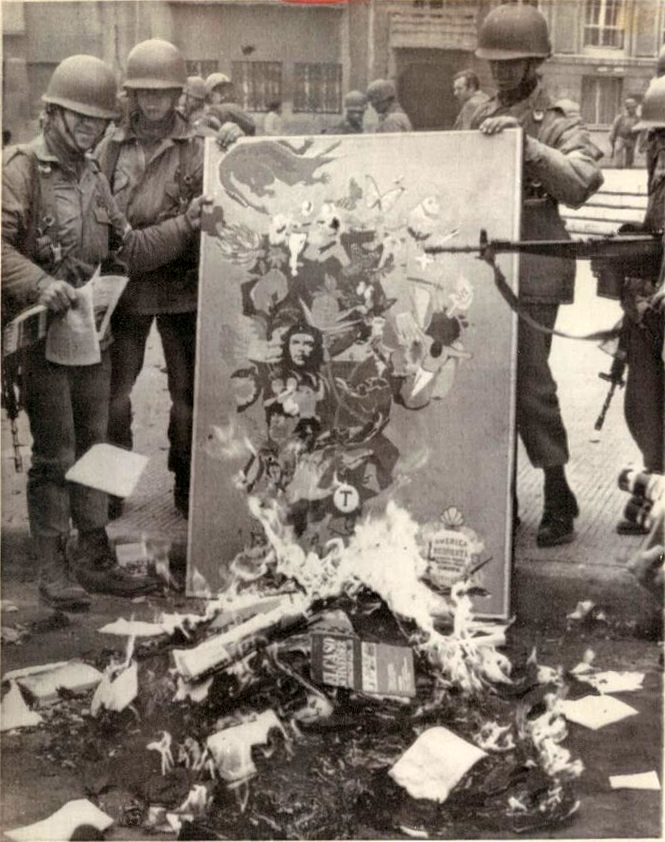
Soldati cileni bruciano libri ritenuti comunisti dopo il colpo di stato (1973)

L'11 settembre 1973, in un evento spartiacque della guerra fredda e della storia del Cile, il presidente Salvador Allende venne rovesciato in un colpo di stato dalle forze armate. Paul W. Drake e Ivan Jaksic dichiarano in The Struggle for Democracy in Chile:
Una volta che i militari ebbero smobilitato il sistema politico e la società, il regime iniziò a impiantare la sua visione di un nuovo ordine. Si proponeva di sostituire non solo la politica democratica con quella autoritaria ma anche quella statalista con l'economia guidata dal mercato.»
L'esercito, con ora il capitano generale Augusto Pinochet, leader del colpo di stato, come comandante in capo sia dell'esercito che delle forze armate, guidò lo sforzo di mobilitazione nazionale nel 1978 quando il conflitto del Beagle iniziò a colpire il paese. L'esercito era in pieno stato di allerta durante la durata della crisi.
Patricio Aylwin venne eletto Presidente della Repubblica il 14 dicembre 1989. Sebbene il Cile fosse ufficialmente diventato una democrazia, l'esercito cileno rimase molto potente durante la presidenza di Aylwin e la Costituzione, modificata dal regime di Pinochet, assicurò la continua influenza di Pinochet e suoi comandanti.

### Il XXI secolo
A seguito delle tensioni con i vicini durante gli anni '70 e all'inizio degli anni '80, soggetti a conflitti, l'esercito cileno perfezionò i concetti strategici esistenti e alla fine formulò un piano per ristrutturare le sue forze. Sebbene le guerre siano state evitate, le minacce degli anni '70 e '80 incoraggiarono l'esercito ad affrontare in modo più efficace il suo principale svantaggio difensivo: la mancanza di profondità strategica. Così, all'inizio degli anni '80, esso cercò un modello di organizzazione dell'esercito che avrebbe migliorato al meglio le capacità difensive ristrutturando le forze in unità più piccole e più mobili invece delle divisioni tradizionali. Il risultatante Piano Alcázar prevede tre zone militari in Cile, con il grosso delle forze concentrate nel nord, e rafforza il centro e il sud. Il piano venne attuato in più fasi, a partire dal 1994. Pertanto, Alcázar, basato su scenari di minaccia del passato, è una delle "lezioni" più durature del passato. Anche con la risoluzione di quasi tutte le controversie territoriali rimanenti, l'agenda di ristrutturazione è proseguita, rafforzando una mentalità basata sul conflitto nell'esercito.

#### Le operazioni di peacekeeping
- 1964-2013 UNFICYP
- 1969 Guerra del calcio (missione OSA).
- 1978-2013 UNIFIL
- 1989-1992 ONUCA
- 1991-1992 UNIKOM
- 1992-1993 UNTAC
- 1992-1995 ONUSAL
- 1995-1999 MOMEP (Osservatore militare nella guerra del Cenepa)
- 1996-1998 UNSCOM
- 1997-2002 UNMIBH
- 2000-2002 UNTAET

- 2000-2003 UNMOVIC
- 2000-(2013) UNMIK
- 2001-(2013) UNFICYP
- 2002-2003 UNMISET
- 2003-2006 DPKO
- 2003-(2013) MONUC
- 2003-2004 UNAMA
- 2004-(2013) EUFOR - ALTHEA
- 2004-(2013) MIFH (Multinational Interim Force for Haiti)
- 2004-(2013) MINUSTAH
- 2007-(2013) UNLOG (Base logistica dell'ONU a Brindisi)

## Organizzazione

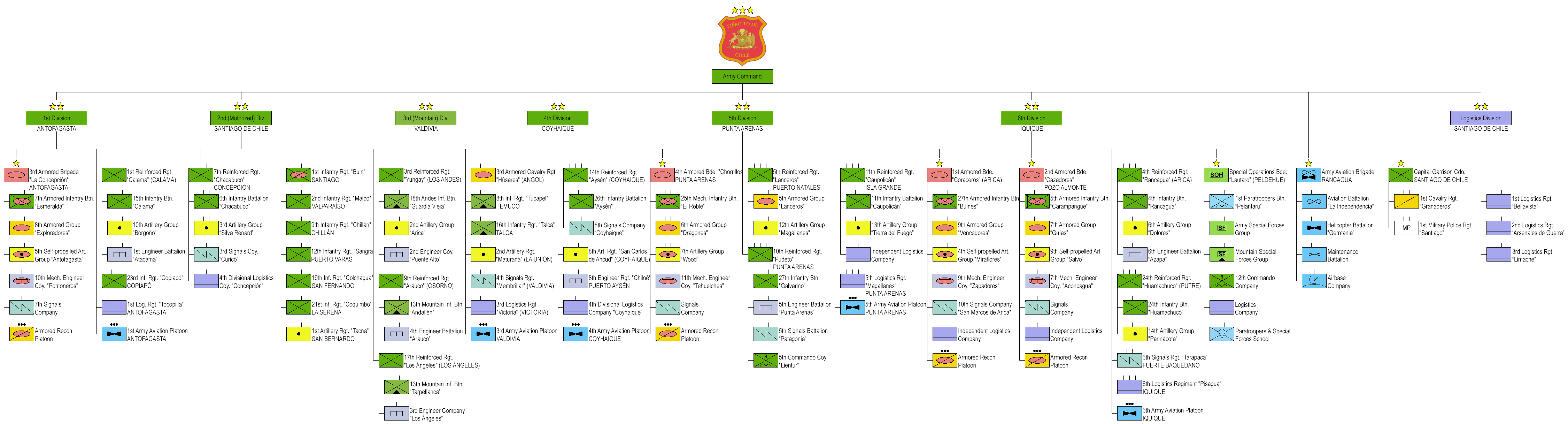
Struttura dell'esercito cileno nel 2014 (clicca sull'immagine per allargarla)

### Ordine di battaglia
Quartier generale dell'Esercito, a Santiago.
Comando Operazioni Terrestri, con sede a Concepcion.
- 1ª Divisione: Regioni II e III, con sede ad Antofagasta.
- 2ª Divisione motorizzata: Regioni IV, V, VI, VII e Regione Metropolitana di Santiago con sede a Santiago del Cile.
- 3ª Divisione da Montagna: Regioni VIII, IX, XIV, e X con sede a Valdivia.
- 4ª Divisione: Regione XI con sede a Coyhaique.
- 5ª Divisione: Regione XII con sede a Punta Arenas.
- 6ª Divisione: Regioni I e XV, con sede ad Iquique.
- Brigata Aviazione dell'Esercito: con sede a Rancagua (Brigada de Aviación del Ejército). È la forza aerea dell'Esercito, composta da 4 battaglioni e una compagnia logistica.
- Brigata Operazioni Speciali Lautaro: con sede a Peldehue. È la brigata delle forze speciali dell'esercito, che prende il nome da uno degli eroi nazionali del Cile.

Comando d'Addestramento e Dottrina (Comando de Institutos y Doctrina)
- Divisione Scuole (División Escuelas)
- Divisione dell'Educazione (División de Educación)
- Divisione della Dottrina (División de Doctrina)

Comando Supporto della Forza (Comando de Apoyo de la Fuerza)
- Divisione Logistica, con sede a Santiago (División Logística del Ejército)
- Comando del Genio
- Comando Telecomunicazioni
- Comando Infrastrutture
- Comando Industria ed Ingegneria Militare

Comandi Indipendenti
- Comando Guarnigione Generale a Santiago, difende la Regione Metropolitana di Santiago, riporta direttamente al Quartier generale dell'Esercito
- Comando Medico a Santiago
- Comando Amministrazione

Stato Maggiore dell'Esercito (Estado Mayor General del Ejército)
- Missione Militare cilena a Washington
- Direzione d'Intelligence
- Direzione delle Operazioni
- Direzione della Finanza
- Direzione della Logistica

## Equipaggiamento

### Armi individuali
| Modello                | Immagine | Tipo                                    | Calibro              | Origine                   | Note |
| Pistole                | Pistole  | Pistole                                 | Pistole              | Pistole                   | Pistole |
| ---------------------- | -------- | --------------------------------------- | -------------------- | ------------------------- | --- |
| FN-750                 |          | Pistola semiautomatica                  | 9 × 19 mm Parabellum | Rep. Ceca Cile            | CZ 75 prodotta localmente su licenza. Pistola d'ordinanza.                                                            |
| Beretta Px4 Storm      |          | Pistola semiautomatica                  | 9 × 19 mm Parabellum | Italia                    | In dotazione alle forze speciali.                                                                                     |
| Pistole mitragliatrici |          |                                         |                      |                           | |
| Heckler & Koch MP5     |          | Pistola mitragliatrice                  | 9 × 19 mm Parabellum | Germania                  | In dotazione alle forze speciali.                                                                                     |
| FAMAE SAF              |          | Pistola mitragliatrice                  | 9 × 19 mm Parabellum | Cile                      | |
| Fucili a canna liscia  |          |                                         |                      |                           | |
| Benelli M4 Super 90    |          | Fucile semiautomatico                   | Calibro 12           | Italia                    | |
| Meriva Standard Pump   |          | Fucile a pompa                          | Calibro 12           | Stati Uniti               | Acquistati nel 2020.                                                                                                  |
| Fucili d'assalto       |          |                                         |                      |                           | |
| SIG SG 540             |          | Fucile d'assalto                        | 5,56 × 45 mm NATO    | Svizzera Cile             | Prodotti localmente su licenza nelle versioni SG 540, SG 542 e SG 543, aggiornati allo standard SG 542-1 e SG 540-1M. |
| IWI Galil ACE          |          | Fucile d'assalto                        | 5,56 × 45 mm NATO    | Israele Cile              | Prodotti localmente su licenza, sono entrati in servizio nel 2014 e diventeranno il fucile d'assalto d'ordinanza.     |
| M4 (fucile d'assalto)  |          | Fucile d'assalto                        | 5,56 × 45 mm NATO    | Stati Uniti               | |
| IWI Arad               |          | Fucile d'assalto                        | 5,56 × 45 mm NATO    | Israele                   | [ 17 ] |
| Fucili                 |          |                                         |                      |                           | |
| SIG SG 510             |          | Fucile da battaglia                     | 7,62 × 51 mm NATO    | Svizzera                  | Utilizzato dalla riserva.                                                                                             |
| Mauser Gewehr 95       |          | Fucile a otturatore girevole-scorrevole | 7 × 57 mm Mauser     | Germania                  | Utilizzato durante servizi cerimoniali o di rappresentanza.                                                           |
| Steyr M1912 Mauser     |          | Fucile a otturatore girevole-scorrevole | 7 × 57 mm Mauser     | Germania Austria-Ungheria | Utilizzato durante servizi cerimoniali o di rappresentanza.                                                           |
| Mitragliatrici         |          |                                         |                      |                           | |
| FN Minimi              |          | Mitragliatrice leggera                  | 5,56 × 45 mm NATO    | Belgio                    | |
| Rheinmetall MG 3       |          | Mitragliatrice ad uso generale          | 7,62 × 51 mm NATO    | Germania                  | |
| M60 (mitragliatrice)   |          | Mitragliatrice ad uso generale          | 7,62 × 51 mm NATO    | Stati Uniti               | |
| Browning M2            |          | Mitragliatrice pesante                  | 12,7 × 99 mm NATO    | Stati Uniti               | |
| Fucili di precisione   |          |                                         |                      |                           | |
| FAMAE FD-200           |          | Fucile di precisione                    | 7,62 × 51 mm NATO    | Cile                      | Sviluppato dal SIG SG 540.                                                                                            |
| PGM 338                |          | Fucile di precisione                    | .338 Lapua           | Francia                   | |
| SIG Sauer SSG 3000     |          | Fucile di precisione                    | 7,62 × 51 mm NATO    | Germania Svizzera         | |
| Barrett M82            |          | Fucile anti-materiale                   | 12,7 × 99 mm NATO    | Stati Uniti               | |
| Lanciagranate          |          |                                         |                      |                           | |
| M203                   |          | Lanciagranate                           | 40 mm                | Stati Uniti               | |
| IWI GL 40              |          | Lanciagranate                           | 40 mm                | Israele                   | [ 18 ] |
| Milkor MGL             |          | Lanciagranate                           | 40 mm                | Sudafrica                 | [ 19 ] |
| Mk 19                  |          | Lanciagranate automatico                | 40 mm                | Stati Uniti               | [ 20 ] |
| Armi anticarro         |          |                                         |                      |                           | |
| AT4                    |          | Lanciarazzi                             | 84 mm                | Svezia                    | [ 20 ] |
| M72 LAW                |          | Lanciarazzi                             | 66 mm                | Stati Uniti               | [ 21 ] |
| Carl Gustav            |          | Cannone senza rinculo                   | 84 mm                | Svezia                    | [ 20 ] |
| 106 mm M40             |          | Cannone senza rinculo                   | 106 mm               | Stati Uniti               | [ 22 ] |

### Artiglieria
| Modello               | Immagine  | Calibro   | Origine     | In servizio | Note |
| Semoventi             | Semoventi | Semoventi | Semoventi   | Semoventi   | Semoventi                                                                                                   |
| --------------------- | --------- | --------- | ----------- | ----------- | --- |
| M109                  |           | 155 mm    | Stati Uniti | 48          | 24 M109A1 acquistati dalla Svizzera e parzialmente aggiornati allo standard KAWEST, 12 M109A3 e 12 M109A5+. |
| Obici                 |           |           |             |             | |
| 105 mm M101           |           | 105 mm    | Stati Uniti | 87          | |
| OTO Melara 105 mm M56 |           | 105 mm    | Italia      | 104         | |
| Soltam M-71           |           | 155 mm    | Israele     | 48          | 36 M-68 acquistati negli anni '70 e aggiornati a M-71, altri 24 M-71 acquistati negli anni '80.             |
| MRL                   |           |           |             |             | |
| LAR-160               |           | 160 mm    | Israele     | 12          | |
| Mortai                |           |           |             |             | |
| M29                   |           | 81 mm     | Stati Uniti |             | |
| Soltam 120 mm M65     |           | 120 mm    | Israele     |             | [ 23 ] |
| FAMAE-120             |           | 120 mm    | Cile        |             | |

### Veicoli
| Modello                                    | Immagine     | Tipo                                    | Origine          | In servizio  | Note |
| Carri armati                               | Carri armati | Carri armati                            | Carri armati     | Carri armati | Carri armati                                                                                               |
| ------------------------------------------ | ------------ | --------------------------------------- | ---------------- | ------------ | --- |
| Leopard 2A4CHL                             |              | Carro armato da combattimento           | Germania         | 170          | 174 acquistati di seconda mano dalla Germania nel 2007, seguiti da altri 60 nel 2009.                      |
| Leopard 1V                                 |              | Carro armato da combattimento           | Germania         | 30           | 200 acquistati di seconda mano dai Paesi Bassi nel 1998. In fase di dismissione.                           |
| Mezzi corazzati                            |              |                                         |                  |              | |
| Marder 1A3                                 |              | Veicolo da combattimento della fanteria | Germania         | 280          | 146 acquistati di seconda mano dalla Germania nel 2008 e altri esemplari acquistati negli anni successivi. |
| AIFV                                       |              | Veicolo da combattimento della fanteria | Stati Uniti      | 169          | 139 acquistati di seconda mano dal Belgio nel 2006, 30 dai Paesi Bassi.                                    |
| M113                                       |              | Veicolo trasporto truppe                | Stati Uniti      | 306          | Nelle versioni M113A1 e M113A2.                                                                            |
| MOWAG Piranha I                            |              | Veicolo trasporto truppe                | Svizzera Cile    | 275          | Prodotto su licenza da FAMAE. 250 Piranha 6×6 e 25 Piranha 8×8.                                            |
| Veicoli per usi speciali                   |              |                                         |                  |              | |
| Pionierpanzer 2 Dachs                      |              | Veicolo del genio                       | Germania         | 6            | |
| Bergepanzer 2000                           |              | Veicolo corazzato da recupero           | Germania         | 30           | |
| Biber                                      |              | Veicolo gettaponte                      | Germania         | 13           | |
| Božena 5                                   |              | Veicolo per lo sminamento               | Slovacchia       | 13           | |
| M992                                       |              | Veicolo portamunizioni                  | Stati Uniti      | 48           | |
| M548                                       |              | Veicolo portamunizioni                  | Stati Uniti Cile | ?            | Alcuni esemplari convertiti in cisterna da FAMAE.                                                          |
| Veicoli utility                            |              |                                         |                  |              | |
| High Mobility Multipurpose Wheeled Vehicle |              | Veicolo tattico leggero                 | Stati Uniti      | ~565         | |
| Land Rover Defender                        |              | Veicolo tattico leggero                 | Regno Unito Cile | ~400         | Prodotto anche su licenza come Toqui A-2.                                                                  |
| AIL Storm                                  |              | Veicolo tattico leggero                 | Israele          | ~350         | [ 32 ] |
| Mercedes-Benz Actros                       |              | Autocarro                               | Germania         |              | [ 33 ] |
| Mercedes-Benz Atego                        |              | Autocarro                               | Germania         |              | [ 33 ] |
| Mercedes-Benz Zetros                       |              | Autocarro                               | Germania         |              | [ 34 ] |
| Unimog                                     |              | Autocarro                               | Germania         |              | [ 34 ] |

### Mezzi aerei
Sezione aggiornata annualmente in base al World Air Force di Flightglobal del corrente anno. Tale dossier non contempla UAV, aerei da trasporto VIP ed eventuali incidenti accorsi durante l'anno della sua pubblicazione. Modifiche giornaliere o mensili che potrebbero portare a discordanze nel tipo di modelli in servizio e nel loro numero rispetto a WAF, vengono apportate in base a siti specializzati, periodici mensili e bimestrali. Tali modifiche vengono apportate onde rendere quanto più aggiornata la tabella.
| Aeromobile                   | Origine     | Tipo                          | Versione (denominazione locale) | In servizio (2024) | Note | Immagine |
| Aerei da trasporto           |             |                               |                                 |                    | |          |
| CASA C-212 Aviocar           | Spagna      | aereo da trasporto            | C-212CL                         | 5                  | 3 C-212-300 ricevuti nel 1997, con i due esemplari superstiti aggiornati nell'avionica tra il 2018 e il 2019. Ulteriori 3 aerei sono stati consegnati dalla Fuerza Aérea de Chile il 10 gennaio 2025. |          |
| Cessna 208 Caravan           | Stati Uniti | aereo da trasporto leggero    | C208                            | 3                  | |          |
| CASA CN-235                  | Spagna      | aereo da trasporto            | CN-235M-100                     | 3                  | 4 CN-235M-100 ex Irish Air Corps acquistati nel 1996. Uno dei tre esemplari ancora in organico, non più operativo dal 2018, è stato riportato in condizioni di volo e riconsegnato a luglio 2024.     |          |
| Elicotteri                   |             |                               |                                 |                    | |          |
| Eurocopter AS 532 Cougar     | Francia     | elicottero da trasporto medio | AS 532ALAS 532 ALEH215M         | 81                 | 8 AS 532AL acquistati nel 2007, 1 AS 532ALE nel 2014 e 1 H215M nel 2016 che sono tutti in servizio al maggio 2018.                                                                                    |          |
| Aérospatiale SA 330 Puma     | Francia     | elicottero da trasporto medio | SA 330                          | 3                  | |          |
| MD Helicopters MD 500        | Stati Uniti | elicottero utility            | MD 530F                         | 8                  | |          |
| Aérospatiale AS 350 Écureuil | Francia     | elicottero leggero            | AS 350AS 355                    | 51                 | |          |

### Missili
| Modello        | Immagine | Tipo                                  | Origine     | Note   |
| -------------- | -------- | ------------------------------------- | ----------- | ------ |
| Spike          |          | Missile anticarro guidato             | Israele     | [ 39 ] |
| MBDA Mistral   |          | Missile terra-aria a guida infrarossa | Francia     | [ 40 ] |
| FIM-92 Stinger |          | MANPADS                               | Stati Uniti |        |

## Gradi militari
Ufficiali
| Gruppo gradi      | Ufficiali generali/di bandiera | Ufficiali generali/di bandiera | Ufficiali generali/di bandiera | Ufficiali generali/di bandiera | Ufficiali generali/di bandiera | Ufficiali generali/di bandiera | Ufficiali generali/di bandiera | Ufficiali generali/di bandiera | Ufficiali generali/di bandiera | Ufficiali generali/di bandiera | Ufficiali da campagna/senior | Ufficiali da campagna/senior | Ufficiali da campagna/senior | Ufficiali da campagna/senior | Ufficiali da campagna/senior | Ufficiali da campagna/senior | Ufficiali junior | Ufficiali junior | Ufficiali junior | Ufficiali junior | Ufficiali junior | Ufficiali junior | Ufficiali junior | Ufficiali junior | Allievi ufficiali | Allievi ufficiali | Allievi ufficiali | Allievi ufficiali | Allievi ufficiali | Allievi ufficiali | Allievi ufficiali | Allievi ufficiali | Allievi ufficiali | Allievi ufficiali | Allievi ufficiali | Allievi ufficiali |
| ----------------- | ------------------------------ | ------------------------------ | ------------------------------ | ------------------------------ | ------------------------------ | ------------------------------ | ------------------------------ | ------------------------------ | ------------------------------ | ------------------------------ | ---------------------------- | ---------------------------- | ---------------------------- | ---------------------------- | ---------------------------- | ---------------------------- | ---------------- | ---------------- | ---------------- | ---------------- | ---------------- | ---------------- | ---------------- | ---------------- | ----------------- | ----------------- | ----------------- | ----------------- | ----------------- | ----------------- | ----------------- | ----------------- | ----------------- | ----------------- | ----------------- | ----------------- |
| Ejército de Chile |                                |                                | Army General                   | Army General                   | Divisional General             | Divisional General             | Brigade General                | Brigade General                | Brigadier                      | Brigadier                      | Colonel                      | Colonel                      | Lieutenant Colonel           | Lieutenant Colonel           | Major                        | Major                        | Captain          | Captain          | Lieutenant       | Lieutenant       | Sub-Lieutenant   | Sub-Lieutenant   | Ensign           | Ensign           |                   |                   |                   |                   |                   |                   |                   |                   |                   |                   |                   |                   |
| Ejército de Chile | General de ejército            | General de ejército            | General de división            | General de división            | General de brigada             | General de brigada             | Brigadier                      | Brigadier                      | Coronel                        | Coronel                        | Teniente coronel             | Teniente coronel             | Mayor                        | Mayor                        | Capitán                      | Capitán                      | Teniente         | Teniente         | Subteniente      | Subteniente      | Alférez          | Alférez          | Cadete           | Cadete           | Cadete            | Cadete            | Cadete            | Cadete            | Cadete            | Cadete            | Cadete            | Cadete            | Cadete            | Cadete            |                   |                   |

Arruolati
| Gruppo gradi      | Sottufficiali senior | Sottufficiali senior | Sottufficiali senior | Sottufficiali senior | Sottufficiali senior | Sottufficiali senior | Sottufficiali senior | Sottufficiali senior | Sottufficiali senior | Sottufficiali senior | Sottufficiali senior | Sottufficiali senior | Sottufficiali senior | Sottufficiali senior | Sottufficiali senior | Sottufficiali senior | Sottufficiali senior | Sottufficiali senior | Sottufficiali senior | Sottufficiali senior | Sottufficiali senior | Sottufficiali senior | Sottufficiali junior | Sottufficiali junior | Sottufficiali junior | Sottufficiali junior | Sottufficiali junior | Sottufficiali junior | Arruolati | Arruolati | Arruolati | Arruolati | Arruolati | Arruolati | Arruolati      | Arruolati      |
| ----------------- | -------------------- | -------------------- | -------------------- | -------------------- | -------------------- | -------------------- | -------------------- | -------------------- | -------------------- | -------------------- | -------------------- | -------------------- | -------------------- | -------------------- | -------------------- | -------------------- | -------------------- | -------------------- | -------------------- | -------------------- | -------------------- | -------------------- | -------------------- | -------------------- | -------------------- | -------------------- | -------------------- | -------------------- | --------- | --------- | --------- | --------- | --------- | --------- | -------------- | -------------- |
| Ejército de Chile |                      |                      |                      |                      |                      |                      |                      |                      |                      |                      |                      |                      |                      |                      |                      |                      |                      |                      |                      |                      |                      |                      |                      |                      |                      |                      |                      |                      |           |           |           |           |           |           | Nessun insegna | Nessun insegna |
| Ejército de Chile | Suboficial mayor     | Suboficial mayor     | Suboficial mayor     | Suboficial mayor     | Suboficial mayor     | Suboficial mayor     | Suboficial           | Suboficial           | Sargento primero     | Sargento primero     | Sargento segundo     | Sargento segundo     | Sargento segundo     | Sargento segundo     | Sargento segundo     | Sargento segundo     | Cabo primero         | Cabo primero         | Cabo primero         | Cabo primero         | Cabo segundo         | Cabo                 | Soldado              | Soldado              |                      |                      |                      |                      |           |           |           |           |           |           |                |                |

## Manovre e tradizioni
L'esercito cileno è famoso per le sue manovre elaborate, esibite su larga scala durante il Día de las Glorias Navales il 21 maggio e durante la Parada Militar de Chile|Parada Militar de Chile (Grande parata militare del Cile) il 19 settembre. Le prime forze armate adottarono molte tradizioni militari prussiane, ed è stato durante questo periodo che l'esercito cileno ha avuto molte delle sue vittorie più famose. Di conseguenza, le manovre presentano molti modelli prussiani e tedeschi del XIX e dell'inizio del XX secolo.
I soldati partecipanti indossano elmettii stahlhelm e pickelhaube e marciano in stechschritt inalterato. La musica da marcia consiste in marce dell'Europa centrale, insieme a diverse composizioni locali. Ogni Parada Militar del 19 settembre si conclude con l'esecuzione della Preussischer Präsentiermarsch (suonata per la prima volta nel 2018) e de Los viejos estandartes da parte di una banda a cavallo che suona secondo la tradizione tedesca.
I pickelhaubes sono stati indossati dalla Scuola Militare e da poco tempo dal 1º Reggimento di Cavalleria e dal 1º Reggimento d'Artiglieria, e lo stahlhelm solo dalla Scuola sottufficiali.
Questo è anche il caso delle parate che si tengono il 18 settembre, festa dell'indipendenza, a livello locale, ogni volta che partecipano unità dell'esercito.
Dato il lungo elenco di battaglie combattute dall'esercito, i seguenti reparti indossano in parata divise storiche di quei tempi, ma non marciano alla maniera tedesca:
- 1º Reggimento fanteria "Buin" - Uniforme da granatiere del 1º Battaglione fanteria "Granatieri cileni"
- 6º Reggimento rinforzato "Chacabuco" - Uniforme in stile francese della guerra del Pacifico indossata dalla 4ª Compagnia, in riconoscimento della sua eroica resistenza finale nella battaglia di La Concepcion
- 4ª Brigata fanteria motorizzata "Rancagua" - Uniforme in stile francese della guerra del Pacifico indossata dalla Compagnia storica, simile a quella indossata dal reggimento durante la battaglia di Arica del 1880
- 3º Reggimento cavalleria "Ussari" - uniforme nera con shako indossata solo dalla truppa di dimostrazione "Cuadro Negro", simile a quelle indossate dai suoi predecessori durante la guerra d'indipendenza cilena

### Le bande militari

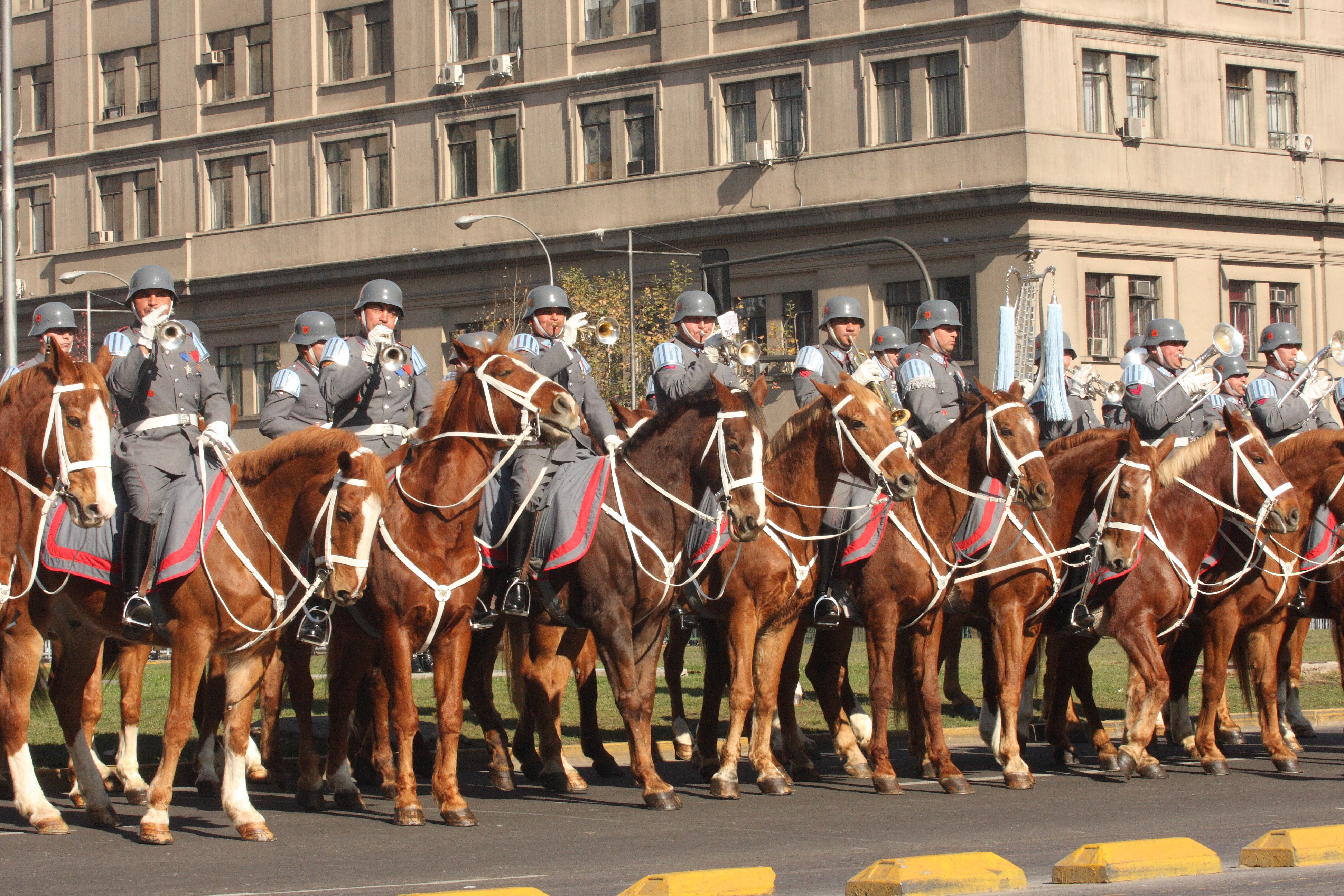
Una banda militare a cavallo dell'esercito cileno nel 2011

Il Servizio della Banda militare dell'Esercito è il dipartimento della banda militare dell'esercito, che opera attraverso il Welfare Command. Le bande ammassate della capitale sono conosciute come la Gran Banda de la Guarnición de Santiago (Gran Banda della Guarnigione di Santiago), che è coinvolta ogni 19 settembre nella Grande Parata Militare del Cile. Dalla sua formazione fino al 1980, è stata organizzata fino a 550 musicisti. Attualmente è composta da circa 295 musicisti, con annesso un corpo di tamburi. La principale banda militare dell'esercito è la banda da concerto dell'esercito cileno. È stata fondata nel 1963 ed è la banda militare più antica dell'esercito, ma è più una banda da concerto, parte dei suoi musicisti è distaccata presso l'Accademia Militare. Essa riferisce all'attuale capo del servizio delle bande, il maggiore Jorge Fernando Castro Castro. Nel 2000 è apparsa a Roma in occasione del Giubileo della Musica Militare. Nel 2004 e nel 2012 ha partecipato al Quebec City International Festival of Military Bands in Canada. Ha anche visitato Germania, Scozia, Uruguay, Francia e Stati Uniti.
L'esercito cileno ha due bande militari a cavallo:
- Banda militare a cavallo e trombe del 1º Reggimento cavalleria "Granatieri" - È la banda militare più antica dei reggimenti di cavalleria e corazzati dell'esercito
- Banda militare e trombe del 3º Reggimento cavalleria "Ussari"

Altre bande militari includono la banda della Scuola sottufficiali dell'esercito e quella dell'Accademia militare Bernardo O'Higgins. Le bande militari in Cile hanno un corpo di tamburi e la mezzaluna turca, in modo simile alle bande militari tedesche. Caratteristica distintiva della tradizione tedesca è la presenza di un'ulteriore sezione di Trombe dietro il Corpo dei Tamburi, tradizione ereditata dalla Francia e dai trombettieri della Germania imperiale, con il direttore della banda assistito da un maggiore di tromba posto davanti alla sezione delle trombe o se in un corpo ammassato di tamburi dietro i trombettieri.